# 托雷德亚尔卡斯
托雷德亚尔卡斯，是西班牙阿拉贡自治区特鲁埃尔省的一个市镇。总面积34平方公里，总人口102人（2001年），人口密度3人/平方公里。